# 하신토 베나벤테
하신토 베나벤테(Jacinto Benavente, 1866년 8월 12일 ~ 1954년 7월 14일)는 스페인의 극작가이다. '모더니즘'과 '98년 사조'의 두 종류와 상관없이 전시대의 '생활 사생문학'을 연극을 통해 이어받은 극작가이다. 도시의 상류생활을 세련된 필치로 예리하게 풍자한 <지명인>(1896), 심리극 <사모님>(1908), 우화극 <조작된 이해(利害)>(1909) 등은 각기 분위기를 달리하는 작품이며 이 밖에 아동극에도 손을 대었다. <바다를 난 나비>(1926)는 대표작인 <조작된 이해>와 함께 외국에도 많이 소개되었다. 20세기 전반의 에스파냐 연극을 발전시켰으며 또한 연극의 대표적 작가로 1922년도 노벨 문학상을 수상했다.

## 학력
- ~ 1882년: 산 이시도르 고등학교 졸업
- 1882년 ~ 1885년: 마드리드 대학교 법학과 중퇴

## 극작 작품
현대의 대작가로서 170편에 가까운 작품이 있으며 유럽 근대극의 모든 특색을 도입하는 수완을 보여주고 있다. 마테를링크의 상징극, 입센류(類)의 자연주의, 소류(類)의 익살스런 문제, 더욱이 프랑스의 풍속희극에서 많은 것을 배우고 있는데, 그 교묘한 회화의 진행에는 안톤 체호프를 연상시키는 것이 있다. 대표작으로는 이탈리아 희극풍의 <만들어진 이해(利害)>(1909)를 들 수 있다.